# Травневе (Олександрійський район)
Травневе (до 2016 р. — Пролетарське) — село в Україні, у Попельнастівській сільській громаді Олександрійського району Кіровоградської області. Населення становить 324 осіб. Колишній центр Травневської сільської ради.

## Населення
Згідно з переписом УРСР 1989 року чисельність наявного населення села становила 375 осіб, з яких 180 чоловіків та 195 жінок.
За переписом населення України 2001 року в селі мешкало 380 осіб.

### Мова
Розподіл населення за рідною мовою за даними перепису 2001 року:
| Мова       | Відсоток |
| ---------- | -------- |
| українська | 93,95 %  |
| російська  | 4,21 %   |
| молдовська | 1,84 %   |